# Forever Polida
Forever Polida est un album du groupe français Moussu T e lei Jovents, sorti le 28 septembre 2006 chez Manivette Records aux éditions Le Chant du Monde et distribué par Harmonia Mundi.

## Description
Moussu T est un musicien connu pour sa participation dans les années 1990, puis à la fin des années 2000, au groupe Massilia Sound System, un groupe de reggae français fondé à Marseille. Il développe cependant un projet solo, sans référence au reggae, accompagné de quelques musiciens au sein d'un collectif dénommé Lei Jovents (« les jeunes » en occitan). C'est le deuxième album dans cette formation, après Mademoiselle Marseille en 2005. Les titres mêlent des influences marseillaises, de musique noire américaine (« du folk blues urbain avé l'accent »), et, également des rythmes brésiliens (le percussionniste est brésilien). Les paroles sont en français ou en provencal,,,.

## Liste des titres
Toutes les chansons sont écrites et composées par François Ridel et Stéphane Attard.
| 1.    | Ô que calor !                   | 3:12 |
| 2.    | Par la fenêtre                  | 2:42 |
| 3.    | Sur la rive                     | 4:37 |
| 4.    | Forever polida                  | 2:35 |
| 5.    | Mon escarrida                   | 3:13 |
| 6.    | Sus l'autura                    | 3:27 |
| 7.    | Les Plaisirs de la pêche        | 3:45 |
| 8.    | La madòna dau T.E.R.            | 2:49 |
| 9.    | Quand tu n'as que des bons amis | 2:23 |
| 10.   | Lo libre salabrum               | 2:57 |
| 11.   | Boulevard Bertolucci            | 3:16 |
| 12.   | La Grand                        | 2:46 |
| 13.   | Per soleta companhia            | 3:21 |
| 41:03 |                                 |      |